# Соколов, Вениамин Сергеевич
Вениами́н Серге́евич Соколо́в (29 сентября 1935 года, г. Кострома, РСФСР, СССР, — 30 января 2011 года, г. Красноярск, Российская Федерация) — советский и российский учёный-физик, государственный и партийный деятель, председатель Совета Республики Верховного Совета Российской Федерации (1993). Доктор физико-математических наук, профессор, действительный член РАО (1993). Основные труды в области электроэнергетики, физики солнца и взаимодействия космических аппаратов с космической средой. Автор открытия «Т-слоя» — «явления образования самоподдерживающегося высокотемпературного электропроводного слоя при нестационарном движении в магнитном поле сжимаемой среды».

## Биография
Родился 29 сентября 1935 года в Костроме.
В 1959 году окончил Московский физико-технический институт.
В 1959—1975 годы работал в Новосибирском Академгородке.
В 1969—1970 годы — второй секретарь Советского районного комитета КПСС г. Новосибирска.
В 1970—1975 годы — заведующий лабораторией Института теоретической и прикладной механики СО АН СССР, декан Физического факультета Новосибирского государственного университета.
В 1975—1988 годы — ректор Красноярского государственного университета.
В 1988—1989 годы — секретарь, а в 1989—1990 годы — второй секретарь Красноярского краевого комитета КПСС.
В 1990—1993 годы — народный депутат РСФСР, член Совета Республики Верховного Совета РФ, член Комиссии Совета Республики по бюджету, планам, налогам и ценам, член фракции «Россия». 12 декабря 1991 года, являясь членом Верховного Совета РСФСР проголосовал за ратификацию Беловежского соглашения о прекращении существования СССР.
В феврале-октябре 1993 года — председатель Совета Республики Верховного Совета РФ, являлся одним из активных участников событий октября.
В октябре 1993 года выступая на стороне депутатов, стал инициатором и одним из участников переговоров представителей парламента и Президента при посредничестве Патриарха Московского и Всея Руси Алексия II. На Х Съезде народных депутатов РФ предложил сместить Руслана Хасбулатова с поста председателя Верховного Совета РФ за авантюристскую политику.
В 1993—1995 годы — академик-секретарь отделения профессионального образования Российской академии образования, председатель совета общественно-политического движения «Созидание».
В 1994 году совместно с Е. В. Гильбо выдвинул альтернативный проект Государственного бюджета РФ на 1995 год и альтернативную программу экономических реформ. При поддержке директорского корпуса высокотехнологических отраслей и большинства депутатов Государственной Думы рассматривался в качестве основного кандидата на должность председателя Правительства РФ при подготовке резолюции Государственной Думы о недоверии правительству В. С. Черномырдина. После срыва кремлёвской администрацией смены правительства и сохранения курса на деградацию страны отошёл от активной политической деятельности и работал аудитором Счётной Палаты РФ в ранге министра — Государственным контролером приватизации.
В 1995—2001 годы — аудитор (в ранге министра) Счётной Палаты РФ, возглавлял направление, занимающееся контролем за эффективностью использования государственной собственности и неналоговыми доходами в федеральный бюджет.
В 2003 году был назначен советником губернатора Красноярского края. В последние годы занимал должность советника ректора Сибирского федерального университета.
Скончался 30 января 2011 года. Похоронен в Красноярске на Бадалыкском кладбище.

## Награды и звания
- Орден «Знак Почёта»
- Орден Почёта
- Заслуженный деятель науки Российской Федерации[2]

## Научные труды
- Соколов В. С., Гильбо Е. В. Программа экономических реформ 1995 года

## Память

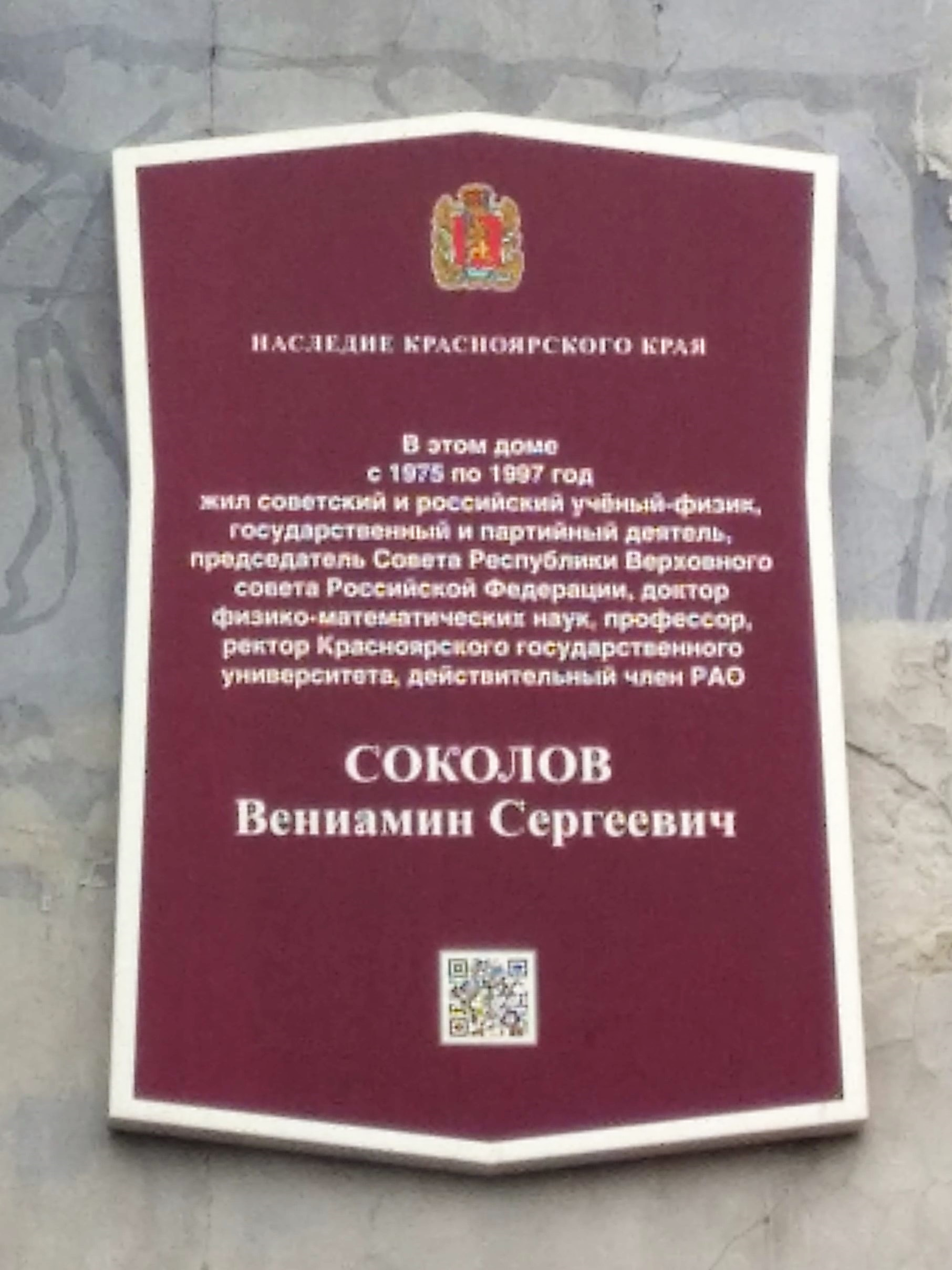
Мемориальный знак

24 ноября 2022 года на доме, где он жил с 1975 по 1997 годы (г. Красноярске, ул. Дубровинского, 54) был установлен мемориальный знак. В этом же доме жил и красноярский детский писатель Иван Пантелеев.